# Bergslagen

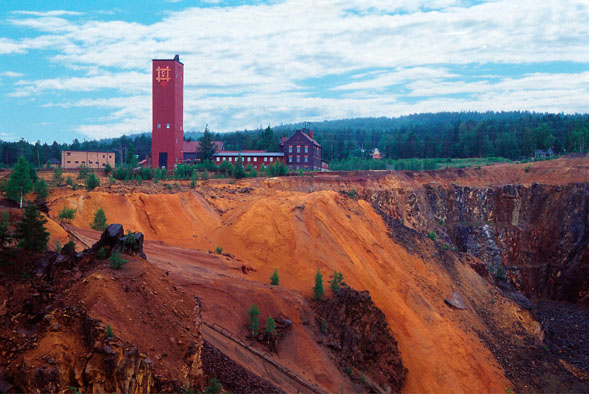
La gran mina Stora stöten, Falun

Bergslagen és un districte miner del centre de Suècia. És una regió històricament, culturalment i lingüísticament diferent de la resta de la regió Svealand. Està situat al centre-sud de Suècia. A Bergslagen, la indústria minera i metal·lúrgica ha estat molt important des de l'edat mitjana.
Bergslagen ocupa gran part de les províncies de Västmanland, Dalarna (la part del sud) i Värmland (la part est). Els pobles típics d'aquesta zona són Nora, Fagersta, Sala, Filipstad, Ludvika i Hedemora. Comprèn també parts del nord d'Östergötland, la perifèria de Finspang i també es pot incloure el sud de Närke, sovint anomenat Bergslagen sud. Una acotació acurada de l'àrea que abasta pot incloure parts com Gästrikland (Hofors) i Uppland, (l'antic districte de producció de ferro amb seu als afores de Dannemora) també.
Conflictes d'interessos entre les exportacions de ferro de Bergslagen i d'altres problemes de caràcter territorial a la frontera sud de Dinamarca van ser la causa principal de la rebel·lió d'Engelbrekt l'any 1434. Les disputes posteriors van acabar finalment amb la dissolució de la Unió de Kalmar l'any 1523.

## Minerals i mineria
La zona és molt rica en minerals. La mineria s'ha centrat en els minerals de ferro durant segles però altres minerals també s'han explotat. Actualment moltes mines estan clausurades que encara durant els anys setanta eren operatives. Els primers signes de l'extracció de ferro daten del 400 aC, mentre que les activitats a escala industrial es remunten al segle xvii. A Langban, on el ferro i el manganès s'havien explotat, s'han classificat fins ara 270 espècies de minerals. Molts d'aquests minerals són únics del jaciment de Långban, i 67 d'aquests materials es van trobar per primera vegada en aquest emplaçament.